# Джафариан, Махмуд
Махмуд Джафариан (перс. محمود جعفریان‎;
1928, Тегеран — 1979, Тегеран) — иранский журналист и политик времён правления шаха Мохаммеда Реза Пехлеви, заместитель директора Национального радио и телевидения, директор государственного информагентства Парс, заместитель генерального секретаря правящей партии Растахиз. Являлся одним из главных идеологов шахского режима, курировал информационную политику. Стоял на позициях Белой революции и крайнего антикоммунизма. Был известен сотрудничеством с САВАК. Противник Исламской революции, расстрелян по приговору Исламского революционного суда.

## От компартии к САВАК
Родился в семье тегеранской интеллигенции. После средней школы поступил в полицейское училище. Служил в полиции нескольких иранских городов, имел звание лейтенанта.
Махмуд Джафариан придерживался левонационалистических взглядов и поначалу активно поддерживал правительство Мохаммеда Мосаддыка. Вскоре, однако, он разочаровался в его политике как слишком умеренной. Примкнул к иранской коммунистической партии Туде. Выступал в качестве радикального коммунистического активиста.
После свержения Мосаддыка Махмуд Джафариан был арестован и заключён в тюрьму. Написал письмо шаху Мохаммеду Реза Пехлеви с просьбой о помиловании, прощении коммунистических заблуждений и клятвенными обещаниями верно служить иранской монархии. Был освобождён и взят на учёт тайной полицией САВАК как информатор и аналитик. Знание компартии изнутри, аналитические и журналистские способности делали Джафариана ценным агентом САВАК. Он составлял аналитические справки, предоставлял оперативную информацию, иногда участвовал в допросах.

## Руководитель шахской пропаганды

### «Белый революционер»
Основной службой Махмуда Джафариана являлась агитационно-пропагандистская. Начав рядовым журналистом, к 1966 Джафариан поднялся до заместителя директора Национального радио и телевидения (пост директора НИРТ занимал Реза Готби, но фактически положение Джафариана было более значимым) и директора информагентства Парс.
Как пишущий журналист Махмуд Джафариан пропагандировал модернизаторскую политику Белой революции, превозносил лично шаха Пехлеви. Тексты Джафариана отличались основательностью и яркой стилистикой. Как администратор СМИ он определял информационную политику государства, организовывал пропагандистские кампании, активно влиял на политику и культуру в духе Белой революции и вестернизации. Джафариан акцентировал небывалый в истории Ирана экономический рост и расширение гражданских свобод за 1950—1970-е. Утверждал, будто по степени политической демократии Иран стал сопоставим с Великобританией.
Государственные медиа-структуры при Джафариане функционировали в тесном взаимодействии с САВАК. Особенно это касалось борьбы против коммунистического влияния и анализа международной ситуации. Джафариан являлся крупным специалистом по ситуации на Арабском Востоке, консультировал спецслужбу, правительство и шаха по соответствующим вопросам. Был награждён несколькими орденами Шаханшахского Государства Иран.

### Националист-антикоммунист
Среди главных мотивов Махмуда Джафариана как политика был воинствующий антикоммунизм и антисоветизм. Коммунистическую идеологию и организацию, партию Туде и СССР Джафариан считал главными врагами Ирана (при этом он мог ссылаться на собственный опыт бывшего коммунистического активиста). Он являлся автором специальных исследований и популярной публицистики по антикоммунистической политике в Иране и на Ближнем Востоке. Особое значение придавал Джафариан участию иранских войск в войне в Омане против марксистских повстанцев Дофара. Написал об этом особое историко-политическое исследование. Подчёркивал, что наибольшую опасность для Ирана представляет «красный империализм и колониализм», исходящий от СССР. Выступления Джафариана были замечены в Советском Союзе. В 1978 году журнал Новое время посвятил ему установочную статью с весьма раздражённой реакцией; Джафариан был охарактеризован как «словоблуд».
Задачей противостояния коммунизму Джафариан обосновывал необходимость создания сильной партии шахского режима. При этом он отмечал, что в организационном построении целесообразно использовать коммунистическую модель однопартийной системы — как эффективный метод сохранения и воспроизводства власти. Такой стала партия Растахиз, созданная в 1975. Махмуд Джафариан занимал партийный пост заместителя генерального секретаря (вице-председателя), куратора идеологии и пропаганды. Называл Растахиз «самой национальной организацией в истории Ирана, не имеющей иностранных покровителей». Организовывал массовые партийные акции против антишахской оппозиции, специально для этого посещал Хузестан.

## Сопротивление Исламской революции

### Публикация в «Эттелаат»
Исламисты числили Махмуда Джафариана среди своих худших врагов. Одной из причин стала публикация в газете «Эттелаат» 7 января 1978 статьи «Иран и красный и чёрный колониализм». Материал за вымышленной подписью был целиком посвящён нападкам и на аятоллу Хомейни, вплоть до личных оскорблений. Результатом мощные беспорядки в Куме под лозунгами «Да здравствует Хомейни! Смерть режиму Пехлеви!» Полиция открыла огонь. Эти дни считаются началом Исламской революции в Иране.
Авторство статьи доподлинно неизвестно. Наиболее достоверная версия — первоначальный относительно корректный текст написал экс-премьер Амир Аббас Ховейда, но шах Пехлеви потребовал переписать в максимально оскорбительной тональности, лично отредактировал статью и распорядился немедленно опубликовать. Однако руководящая роль Джафариана в системе информации и пропаганды, характерный для него заголовок способствовали подозрениям в его адрес. Результатом стала накалённая ярость приверженцев Хомейни.

### «Социал-монархист»
С самого начала Исламской революции Махмуд Джафариан выступал как её непримиримый противник. При этом он не вполне адекватно оценивал происходящее: считал исламистов не самостоятельной силой, а бессознательным орудием «красных и чёрных» — коммунистов и фашистов.
Джафариан вёл мощную кампанию в поддержку режима в прессе. Призывал не допустить отката страны в прошлое, попадания под иностранное (советское и арабское) господство. По указанию шаха он организовывал монархические и проправительственные демонстрации Растахиз. Наиболее крупные акции такого рода проводились в Тегеране и Тебризе. При этом Джафариан старался максимально привлекать городских рабочих. Он выдвигал социальные лозунги, призывал обеспечить участие рабочих в управлении и прибылях предприятий.
В августе 1978 года, на фоне нарастающих протестов и беспорядков, Махмуд Джафариан подал в отставку с постов в НИРТ и Парс. В возрасте пятидесяти лет он вышел на пенсию.

## Суд и казнь
11 февраля 1979 Исламская революция одержала победу. Через две недели Махмуд Джафариан был арестован и передан в распоряжение Исламского революционного суда под председательством Садека Хальхали. Джафариан обвинялся в «распространении порчи на Земле, борьбе против религии, сотрудничестве с узурпатором и марионеточным проамериканским правительством, насаждении культурного колониализма». Отдельными обвинениями являлись «установление цензуры и распространение ложных новостей».
На процессе Джафариан выглядел уставшим и деморализованным. Он пытался принизить своё значение при шахском режиме, представлялся средним чиновником в аппарате Ховейды. Снова сменив позицию, Джафариан отмежевался от династии Пехлеви, резко критиковал шаха Мохаммеда Реза и шахбану Фарах, приветствовал победившую революцию, позиционировался как правоверный мусульманин, предлагал свои услуги новому режиму. Заявлял, что признаёт законность суда и готов принять смертную казнь, потому что при исламской республике «верит в будущее своих детей».
«Судья-вешатель» Хальхали вынес смертный приговор. 13 марта 1979 Махмуд Джафариан был расстрелян в тегеранской тюрьме Каср. Вместе с ним казнены ещё несколько военных, политиков и саваковцев — в том числе генерал авиации Надер Джаханбани, генерал шахской гвардии Парвиз Амини-Ашфар, редактор новостного отдела НИРТ, один из лидеров студенческого движения Парвиз Никха, следователь САВАК Мохаммед Кушешфахани.

## Личность и оценки
Махмуд Джафариан был женат, имел четырёх сыновей и дочь. Жена Фахрия Захти Бахтияр служила в САВАК. Люди, знавшие Джафариана, отмечали его энергичность, высокий профессионализм, журналистскую и ораторскую харизму, высокие деловые качества. Характерной его чертой было честолюбие, тяга к публичности, склонность к саморекламе. При этом он ценил комфорт положения и не проявлял твёрдости в критических ситуациях, поддавался давлению, был способен на отказ от убеждений.
В среде иранской монархической эмиграции сложное отношение к Махмуду Джафариану. Члены семейства Пехлеви — Мохаммед Реза, мать шахбану Фариде Диба — высказывались в том смысле, что приближение к двору бывших коммунистов, подобных Джафариану, являлось крупной ошибкой. В обоснование приводилось поведение Джафариана на суде, где он договаривался до того, что специально делал карьеру, дабы получить возможность свергнуть монархию. С другой стороны, многие отдают должное журналистским и политическим талантам Джафариана, его успехам на шахской службе.